# جاك ويليامسون
جاك ويليامسون (بالإنجليزية: Jack Williamson)‏ (29 أبريل 1908 في بيسبي - 10 نوفمبر 2006 في بورتاليس) كاتب، وروائي، وكاتب خيال علمي من الولايات المتحدة.

## الجوائز
- جائزة نيبولا
- Pilgrim Award [الإنجليزية]‏
- جائزة دامون نايت التدكارية من رتبة أستاذ أعظم  [لغات أخرى]‏
- جائزة هوغو لأفضل الأعمال ذات الصلة
- جائزة إدوارد سميث التذكارية [الإنجليزية]‏
- World Fantasy Award—Life Achievement [الإنجليزية]‏
- جائزة برام ستوكر لإنجاز العمر [الإنجليزية]‏
- جائزة نابيولا لأفضل رواية  [لغات أخرى]‏
- جائزة هوجو لأفضل نوفيلا
- جائزة جون دبليو كامبل التذكارية لأفضل رواية خيال علمي
- جائزة السيد الأعظم لمؤتمر الرعب العالمي [الإنجليزية]‏
- Robert A. Heinlein Award [الإنجليزية]‏
- عضوية قاعة مشاهير الخيال العلمي والفانتازيا [الإنجليزية]‏

## روابط خارجية
- جاك ويليامسون على موقع IMDb (الإنجليزية)
- جاك ويليامسون على موقع قاعدة بيانات الفيلم (الإنجليزية)